# Dunedin Multidisciplinary Health and Development Study
Die Dunedin Multidisciplinary Health and Development Study (oft kurz auch als die Dunedin Longitudinal Study bezeichnet) ist eine langfristig angelegte Kohortenstudie, die wie ihr Name bezeichnet, als multidisziplinäre Studie die Gesundheits- und Entwicklungscharakteristiken von Kindern in ihr Erwachsenenleben erfassen soll. Sie umfasst ursprünglich 1037 Menschen, die zwischen dem 1. April 1972 und dem 31. März 1973 in Dunedin, Neuseeland geboren wurden. Die Studie wurde von Phil A. Silva von der University of Otago ins Leben gerufen und von ihm bis zum Jahre 1999, als Forschungsdirektor, maßgeblich betreut. Im Jahre 1994 wurde er  mit dem Titel des Offiziers des British Empire (OBE) für Gesundheits- und Bildungsdienste ausgezeichnet. Insgesamt (Stand 2015) sind im Rahmen der Studie bisher mehr als 1200 Fachartikel und Berichte veröffentlicht worden. Durch einen glücklichen Zufall fand 2019 unmittelbar vor der COVID-19-Pandemie eine Untersuchung der Probanden statt, daher wurden diese 2021 nochmals eingeladen, um die Folgen der Pandemie zu erfassen.

## Studiendesign und Geschichte
Der eigentlichen Langzeitstudie ging eine Pilotstudie voraus, in welcher 250 vier- und fünfjährige Kinder, die im Jahre 1968 geboren worden waren, untersucht wurden. Das Pilotprojekt wurde von Phil Silva geleitet, einem ehemaligen Lehrer und Bildungspsychologen. Die Pilotstudie hatte sich an eine größere Studie zur perinatalen Gesundheit angelehnt, die von der Kinderärztin Patricia Buckfield zwischen 1968 und 1974 durchgeführt worden war.
Voraussetzung für die Teilnahme war, dass der ursprüngliche Pool von Studienteilnehmern aus Kindern ausgewählt wurde, die im Queen Mary Maternity Center, einem öffentlichen Hospital in Dunedin, geboren wurden und drei Jahre später noch in der weiteren Region Otago lebten. In den Anfangsjahren hatte die Studie mit finanziellen Problemen zu kämpfen.
An der Studie nahmen 535 Männer und 503 Frauen teil, davon waren 12 Zwillingspaare. Die Studienteilnehmer wurden im Alter von drei Jahren und anschließend weiter im Alter von 5 (n = 991), 7 (n = 954), 9 (n = 955), 11 (n = 925), 13 (n = 850), 15 (n = 976), 18 (n = 993), 21 (n = 992), 26 (n = 980), 32 Jahren und zuletzt im Alter von 38 Jahren (2010–2012) beurteilt. Zukünftige Bewertungen sind für das 44-te  und 50-te Lebensjahr geplant. „Phase 45“  begann im April 2017.
Seit 2000 ist der Psychologe und Hochschullehrer Richie Graham Poulton (* 1962) der Direktor der Studie. Nach Einschätzung von 38 Jahren lebte nur noch ein Drittel der Mitglieder in Dunedin, während der größte Teil der übrigen ihren Lebensmittelpunkt in das übrige Neuseeland und Australien verlegt hatte. Einige lebten in Europa, einschließlich UK, Nordamerika etc. Dennoch nimmt eine sehr hohe Zahl (ca. 97 %) der Probanden weiterhin an der Studie teil.
Der multidisziplinäre Aspekt der Studie war schon immer ein zentraler Punkt, mit Informationen aus folgenden Bereichen:
- Herz-Kreislauf-Gesundheit und Risikofaktoren
- Gesundheit der Atemwege
- Mund- und Zahnhygiene
- Sexuelle und reproduktive Gesundheit
- Psychische Gesundheit
- Psychosoziale Funktionsweise
- weitere Gesundheitsthemen und Fragen delinquenten Verhaltens.[1]

Eine weitere Besonderheit der Studie ist, dass die Probanden in persönlichen Interviews befragt werden und nicht via Fragebogen.